# Henryk Fleming
Henryk I Fleming (ur. 1230, zm. 15 lipca 1300) – drugi (po Anzelmie) biskup warmiński.

## Biografia

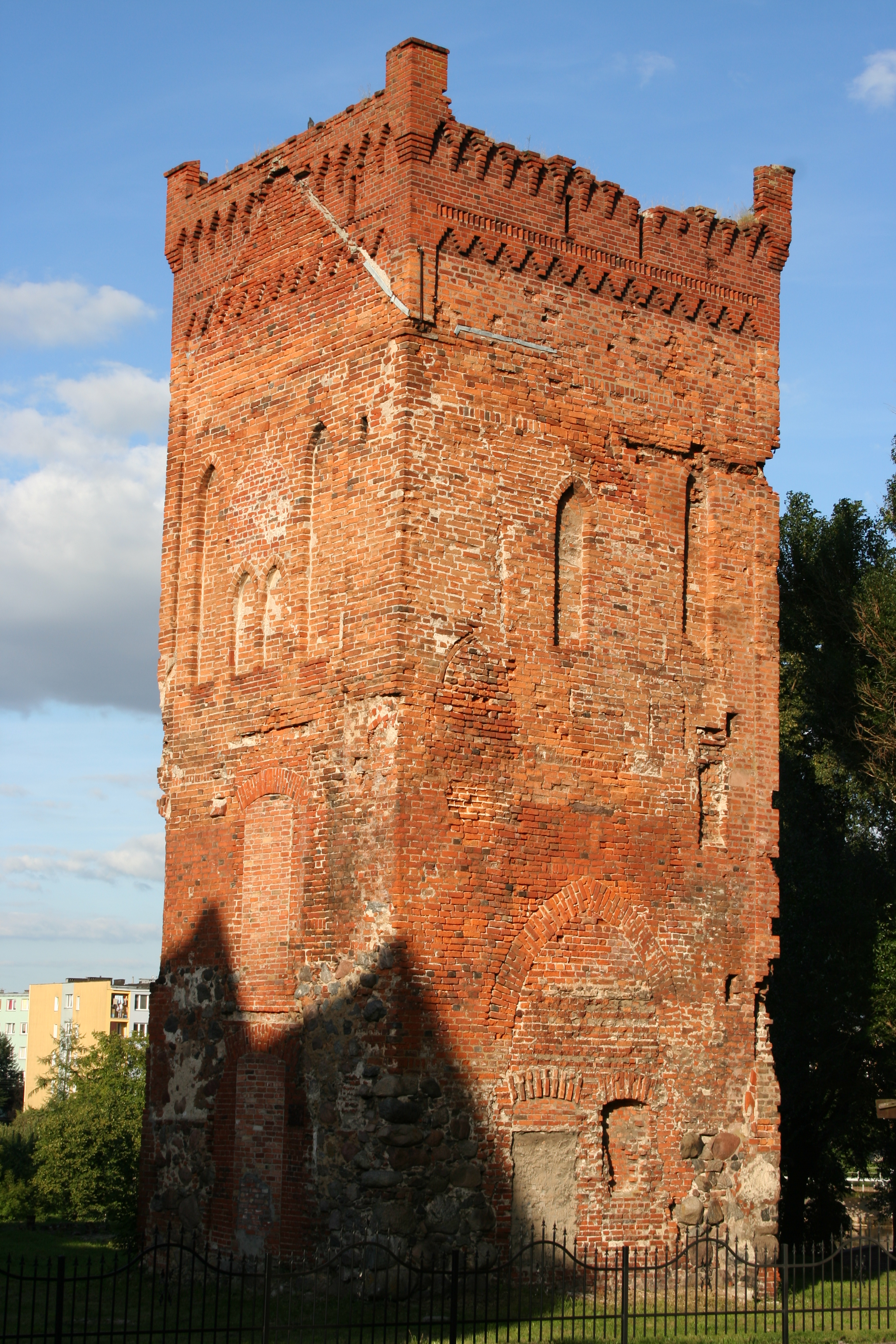
Wieża bramna, jedyny ocalały fragment zamku biskupiego w Braniewie zbudowanego przypuszczalnie za panowania Henryka Fleminga

Henryk Fleming po 1264 został członkiem kapituły warmińskiej, w 1261 udał się wraz z biskupem Anzelmem na Śląsk. Może to świadczyć, iż Fleming zdobył odpowiednie wykształcenie i nabrał ogłady w duchu teologicznym. Po 1261 Fleming został proboszczem w Hardegg koło Znaim, nad rzeką Thalą, w Dolnej Austrii. Po powrocie na Warmię Fleming otrzymał od Anzelma godność prepozyta kapituły. Był to początek odbudowy kapituły warmińskiej, której członkowie w I poł. XIII w. znajdowali się w biskupstwie ołomunieckim. Biskup Bruno mógł przyczynić się do tego procesu. Po śmierci Anzelma w 1278 r. kapituła wybrała na jego następcę Henryka Fleminga. Jego zatwierdzenia odmówił arcybiskup ryski Jan von Lune. Jako przyczynę podał fakt, że obiecał biskupstwo już wcześniej prepozytowi kapituły ryskiej – Janowi von Vechtenowi. Obaj kandydaci odwołali się do papieża. Henryk mógł pozwolić sobie na podróż do Rzymu, dzięki pieniądzom brata. Papież poparł Henryka. Biskup Fleming wyświęcony został 21 marca 1279 r. Przed 21 marca 1279 roku przyjął sakrę biskupią, jako drugi w historii biskup diecezji warmińskiej (po Anzelmie). Po przybyciu do Braniewa około 1282 roku, a w 1284 roku nadał mu nowy przywilej lokacyjny na prawie lubeckim i być może ufundował kaplicę św. Andrzeja w wieży bramnej przy zamku biskupim. Sprawował funkcje duchowne w Braniewie, był proboszczem parafii katedralnej, dziekanem oraz kanonikiem warmińskim. Ufundował klasztor franciszkanów w Braniewie zniszczony następnie przez skonfliktowanych z biskupem Krzyżaków.
Zbudował nową katedrę we Fromborku i przeniósł tam stolicę diecezji (z Braniewa); przeniósł również do Fromborka kapitułę warmińską. Sprowadzał do diecezji kolonistów niemieckich.
Zmarł 15 lipca 1300 i został pochowany w katedrze fromborskiej. Do dziś w posadce katedry zachowała się zatarta płyta nagrobna biskupa Fleminga.